# Cethosia viridiana
Cethosia viridiana är en fjärilsart som beskrevs av Hans Fruhstorfer 1906. Cethosia viridiana ingår i släktet Cethosia och familjen praktfjärilar. Inga underarter finns listade i Catalogue of Life.